# The Beautician and the Beast
The Beautician and the Beast (tạm dịch: Giáo viên dạy làm đẹp và quái thú) là một bộ phim hài lãng mạn của Mỹ năm 1997 do Ken Kwapis đạo diễn và Todd Graff viết kịch bản, với sự tham gia diễn xuất của Fran Drescher, Timothy Dalton, Lisa Jakub, Ian McNeice và Patrick Malahide. Phim kể câu chuyện về một giáo viên dạy làm đẹp ở Thành phố New York (Fran Drescher) do bị hiểu nhầm thành giáo viên khoa học nên đã được nhà độc tài của một quốc gia hư cấu ở Đông Âu (Timothy Dalton) thuê về dạy kèm cho bốn đứa con của mình. Với chủ đề đi sâu vào sự khác biệt về văn hóa, bộ phim lấy cảm hứng từ nhiều tác phẩm khác nhau như Người đẹp và quái thú, The King and I, Evita và The Sound of Music. The Beautician and the Beast được sản xuất bởi công ty High School Sweethearts của Drescher và hãng Paramount Pictures; đây đồng thời cũng là phim điện ảnh đầu tiên mà cô thủ vai nữ chính.
Drescher chọn Graff đảm nhiệm phần kịch bản vì nhà biên kịch này đã quen thuộc với phong cách hài hước của cô. Cô bắt đầu chào bán dự án và coi đây là bước đệm để chuyển đổi từ sự nghiệp truyền hình sang điện ảnh. Quá trình quay phim chính của bộ phim diễn ra vào mùa thu năm 1996 tại Dinh thự Greystone ở Beverly Hills, California và Lâu đài Sychrov ở Cộng hòa Séc. Kwapis đã tham khảo ý kiến huấn luyện viên phương ngữ Francie Brown để sáng tạo ra ngôn ngữ hư cấu Slovetzia sử dụng trong phim. Cliff Eidelman đảm nhận vai trò biên soạn nhạc nền phim với sự tham gia của Dàn hợp xướng Vùng Thủ đô London.
The Beautician and the Beast đã được phát hành rộng rãi vào ngày 7 tháng 2 năm 1997 và nhận về phần lớn những đánh giá tiêu cực. Các nhà phê bình cho rằng câu chuyện của phim thích hợp với kiểu phim hài tình huống hơn là phim điện ảnh và coi tác phẩm như một ví dụ tồi của thể loại hài kịch lãng mạn. Diễn xuất của Drescher và Dalton cũng nhận được những đánh giá trái chiều; trong đó Drescher đã lọt vào đề cử Giải Mâm xôi vàng cho diễn viên nữ chính tồi nhất. The Beautician and the Beast là một bom xịt phòng vé khi chỉ thu về khoảng 11,5 triệu USD so với kinh phí sản xuất ban đầu là 16 triệu USD.

## Nội dung
Bộ phim mở đầu với phân cảnh hoạt hình, trong đó một hoàng tử đến đánh thức công chúa bằng nụ hôn, nhưng lúc tỉnh dậy cô đã từ chối những lời hứa hẹn lãng mạn của hoàng tử và bỏ chạy. Bối cảnh phim chuyển sang Joy Miller, giáo viên dạy làm đẹp tại một trường học làm đẹp ở Thành phố New York. Trong tiết học, một học sinh của cô vô tình khiến lớp học bốc cháy khi châm lửa điếu thuốc bằng gôm xịt tóc. Cô đã hộ tống lớp mình cùng những động vật trong lồng đến nơi an toàn và sau đó xuất hiện trên tiêu đề chính tờ New York Post như là người anh hùng. Ira Grushinsky, một nhà ngoại giao đến từ quốc gia Đông Âu Slovetzia, đã nhầm Joy là giáo viên khoa học khi xem bức ảnh trên tờ báo. Ông chọn thuê cô làm gia sư cho bốn đứa con của Boris Pochenko, một nhà độc tài ở Slovetzia. Tuy nhiên, cô hiểu sai lời mời làm việc là dạy tạo mẫu tóc. Mặc dù chưa bao giờ nghe nói về đất nước, cô chấp nhận công việc này bất chấp sự lưỡng lự ban đầu. Sau khi đến Slovetzia, Ira kinh ngạc phát hiện ra danh tính thực sự của Joy, nhưng cô đã thuyết phục ông giữ bí mật.
Mặc dù tạo ấn tượng ban đầu không tốt với Boris, Joy vẫn hòa thuận với các con của anh là Katrina, Karl, Masha và Yuri. Không chỉ dạy họ về cuộc sống bên ngoài Slovetzia, cô còn giúp những đứa trẻ trở nên tự tin hơn vào bản thân. Joy biết về mối quan hệ giữa Katrina với Alek, thủ lĩnh của nhóm những người trẻ muốn làm phản loạn, cũng như khích lệ Karl theo đuổi ước mơ trở thành một nghệ sĩ. Joy thường xuyên chạm mặt với Pochenko, gây ảnh hưởng đến anh bằng tính cách độc lập và không hề sợ hãi trước sự oai nghiêm của đối phương. Khi Joy và Katrina đi đến một hộp đêm kiêm căn cứ của những người lên kế hoạch cho cuộc nổi loạn, Thủ tướng Leonid Kleis đã theo dõi hai người và sau đó bắt giữ được Alek.
Ngày càng thân thiết với Joy, Boris thú nhận với cô rằng anh muốn thay đổi danh tiếng của bản thân, vốn bị coi là một "quái thú" trong mắt các quốc gia phương Tây; Joy đã động viên anh tạo mối quan hệ gần gũi hơn với công dân và cạo ria mép. Trong chuyến đi đến một nhà máy, Joy nhận ra rằng Slovetzia thiếu tổ chức công đoàn và khuyến khích công nhân tổ chức đình công. Cô cũng sắp xếp để Katrina gặp mặt Alek khi đang ở trong phòng giam. Bất chấp lời khuyên sa thải Joy của Leonid, cô đã thuyết phục Boris tổ chức bữa tiệc dành cho các sứ giả đến trong khi diễn ra cuộc họp thượng đỉnh để ra mắt hình ảnh mới của mình; giao cho cô phụ trách chuẩn bị. Boris cũng cân nhắc việc thả Alek bất chấp sự phản đối của Leonid. Vào ngày diễn ra sự kiện, Joy đã tiết lộ danh tính của mình cho Boris, nhưng anh không những không quan tâm mà còn cảm ơn cô vì mang lại hạnh phúc cho anh và gia đình anh.
Trong thời gian diễn ra bữa tiệc, Leonid đã nói với Joy về vai trò của cô trong những cuộc gặp bí mật giữa Katrina với Alek và đe dọa sẽ bắt cô vì tội phản quốc. Sau quyết định của Boris vẫn giữ Alek trong tù, Joy thú nhận với anh rằng cô đã sắp xếp các cuộc gặp giữa Alek và Katrina; khiến Boris tức giận với Joy về việc can thiệp quá sâu vào các vấn đề chính trị của Slovetzia. Joy sau đó rời đi và trở lại Thành phố New York. Trong vài tuần kế tiếp, Leonid lặng lẽ đảm nhận các công việc hành chính và ký một bản án tử hình dưới tên Boris. Khi Ira thông báo cho Boris rằng Leonid đang muốn chiếm đoạt quyền lực lãnh đạo, anh đã tước bỏ chức vụ Leonid và bắt giữ với tội danh phản quốc. Boris sau đó đoàn tụ với Joy tại New York và thông báo cho cô rằng anh đã trả tự do cho Alek cũng như đồng ý tổ chức bầu cử tự do ở Slovetzia. Boris đã hôn Joy sau khi thừa nhận tình cảm của mình với cô.

## Diễn viên
Danh sách diễn viên được lấy từ Rotten Tomatoes:
- Fran Drescher vai Joy Miller, một giáo viên dạy làm đẹp đến từ Thành phố New York. Cô cũng là người lồng tiếng cho nhân vật công chúa ở phân cảnh hoạt hình đầu phim
- Timothy Dalton vai Boris Pochenko, tổng thống của Slovetzia
- Ian McNeice vai Ira Grushinsky, một nhà ngoại giao nước Slovetzia
- Lisa Jakub vai Katrina Pochenko, con gái của Boris
- Patrick Malahide vai Leonid Kleist, thủ tướng của Slovetzia
- Michael Lerner vai Jerry Miller
- Adam LaVorgna vai Karl Pochenko, con trai của Boris
- Phyllis Newman vai Judy Miller
- Heather DeLoach vai Masha Pochenko, con gái của Boris
- Kyle và Tyler Wilkerson vai Yuri Pochenko, con trai của Boris
- Timothy Dowlingvais vai Alek, thủ lĩnh nhóm những người trẻ phản loạn ở Slovetzia
- Michael Immel vai Quản lý sân khấu
- Tonya Watts vai Người mẫu
- Tamara Mello vai Consuela
- Celeste Russi vai Lupe
- Daniel R. Escobar vai Hector
- Billy Brown vai Lính cứu hỏa
- Jorge Noa vai Nhiếp ảnh gia
- Carmela Rappazo vai Học sinh
- Clyde Wrenn vai Học sinh
- Earl Carroll vai Công nhân nhà máy
- Vincent Schiavelli vai Cai ngục
- Marianne Muellerleile vai Đầu bếp
- R. Sparkle Stillman vai Chú của Doris
- Edmund Cambridge vai Ông già
- Todd Graff vai Denny
- Gene Chronopoulos vai Người hầu
- David Shackelford vai Người làm bếp
- Michael Horton vai Người lồng tiếng nhân vật hoàng tử cảnh hoạt hình mở đầu phim
- Jane Jenkins vai Hàng xóm
- Zdenek Vencl vai Bảo vệ
- Vaclav Legner vai Bảo vệ
- Leon Silver vai Vaclav
- Stephen Marcus vai Ivan
- Marshal Silverman vai Thợ may
- Dana Bednarova vai Svetlana

## Sản xuất

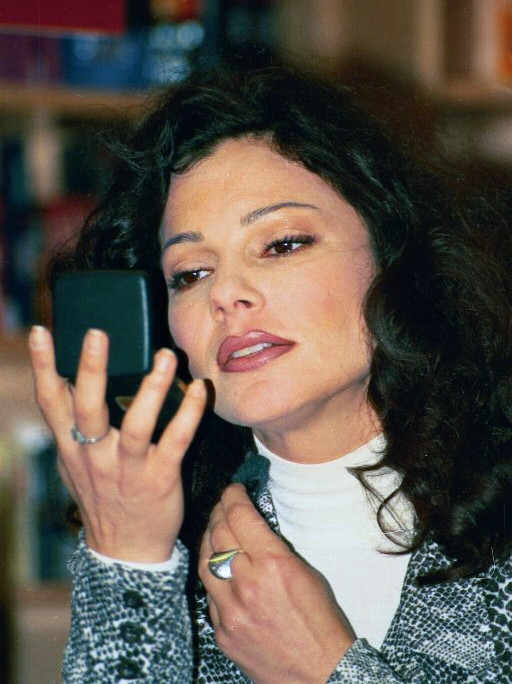
Fran Drescher (ảnh năm 1996) là người phát triển và đóng vai chính trong The Beautician and the Beast.

Fran Drescher đã tự phát triển và chào bán ý tưởng cho The Beautician and the Beast, một tác phẩm mà theo cô là lời tri ân đến vở nhạc kịch The King and I (1951). Drescher cũng đảm nhiệm vai trò giám đốc sản xuất của dự án thông qua công ty High School Sweethearts mà cô sở hữu. Nhà biên kịch Todd Graff đã gắn bó với The Beautician and the Beast trong suốt quãng thời gian dự án chào sân. Drescher cho biết lý do cô lựa chọn ông vào vai trò này là vì cả hai có khiếu hài hước giống nhau và cũng vì Graff đã "quen thuộc với giọng nói và [hiểu được] kiểu đối thoại nào là phù hợp với cô nhất". Trong quá trình sản xuất phim, Drescher chỉ muốn một kịch bản được "viết riêng cho [mình]". Việc chỉnh sửa kịch bản diễn ra liên tục cho đến tận khi phim bắt đầu bấm máy. Roger Birnbaum và Peter Marc Jacobson cũng là hai giám đốc sản xuất của bộ phim, còn Howard W. Koch, Jr. là nhà đồng sản xuất cùng với Graff.
Drescher bắt đầu theo đuổi dự án phim cá nhân sau thành công của bộ phim hài tình huống The Nanny (1993–1999). Trước đây, nữ diễn viên chỉ đóng các vai phụ, với vai diễn đầu tiên của cô là trong bộ phim chính kịch Saturday Night Fever năm 1977; Joy là vai nữ chính đầu tiên của Fran Drescher trong một bộ phim truyện điện ảnh. Lo lắng về phản ứng khán giả với việc cô chuyển sang đóng phim điện ảnh, Drescher đã thiết kế nhân vật Joy theo những vai diễn trước đó mà cô từng thể hiện, giải thích rằng: "Đó là một lựa chọn cụ thể và chiến lược để không khiến khán giả phải ép mình chấp nhận việc tôi vào vai một nhân vật khác. Tôi muốn nó trở thành một quá trình chuyển đổi dễ dàng do đó người xem không cần phải cố gắng quá sức." Đáp lại sự kỳ vọng của khán giả, đạo diễn Ken Kwapis cho biết Drescher "đã phải vượt qua rất nhiều sự hoài nghi về giọng nói, khả năng diễn xuất [và cả] chất riêng trong phong cách diễn hài". Ông cũng nhìn nhận The Beautician and the Beast là một bộ phim "lãng mạn hơn cả truyện tranh", đồng thời mong muốn tác phẩm sẽ giới thiệu tới người xem một "khía cạnh lãng mạn" và dễ vỡ của Drescher – bên cạnh phiên bản hài hước "ồn ào và đồng bóng" của cô.
Timothy Dalton được xác nhận tham gia dàn diễn viên vào tháng 7 năm 1996. Mặc dù Drescher ban đầu nhắm Kevin Kline vào vai Boris, nhưng nam diễn viên này lại không thể tham gia dự án. Will Harris của The A.V. Club đã gọi The Beautician and the Beast là một trong những dự án hài hước hơn và cũng nhẹ nhàng hơn của Dalton. Trong một cuộc phỏng vấn năm 2014, Dalton chia sẻ rằng anh đã có những trải nghiệm tốt đẹp trong quá trình quay phim, đồng thời dành lời khen ngợi tới Drescher về khiếu hài hước đúng thời điểm của cô. Kwapis nhận xét rằng Dalton sở hữu "nhiều nét quyến rũ cùng một tông giọng rất nhẹ nhàng". Diễn viên hài Laura House thì coi việc tuyển vai của đạo diễn là "minh chứng cho thời gian" và "đó là cách mà Fran Drescher đã trở nên nổi tiếng". Drescher cũng tự mô tả mình như một người "che chở" cho Dalton trong suốt quá trình quay phim khi giúp đỡ anh diễn hài nhất có thể và đảm bảo bạn diễn luôn có đủ các câu thoại dí dỏm.
The Beautician and the Beast được ghi hình tại Dinh thự Greystone ở Beverly Hills, California, Praha và Lâu đài Sychrov ở Cộng hòa Séc. Các cảnh ở Cộng hoà Séc được bấm máy vào mùa thu năm 1996. Trong quá trình quay phim, Drescher đã thuê một đầu bếp từ Toscana để chuẩn bị bữa ăn cho cô. Peter Lyons Collister xử lý phần quay phim và Jon Poll đảm nhiệm phần dựng phim. Kwapis đã tuyển dụng huấn luyện viên phương ngữ Francie Brown để xây dựng ngôn ngữ hư cấu Slovetzia – bao gồm các yếu tố lấy cảm hứng từ tiếng Séc, tiếng Nga và tiếng Hungary. The Beautician and the Beast được hoàn thành với kinh phí 16 triệu USD. Bản cắt cuối cùng của bộ phim dài 107 phút.

## Chủ đề
Fran Drescher cho rằng chất hài của bộ phim đến từ "việc đặt nhân vật người Mỹ sôi nổi của cô vào một lâu đài tối tăm, ngột ngạt". Theo nhà phê bình phim Emanuel Levy, bộ phim đã nhân cách hóa "cuộc đụng độ văn hóa giữa nền dân chủ phương Tây với chủ nghĩa cộng sản cứng nhắc và kém hiệu quả" thông qua hai nhân vật Joy và Boris. Levy cũng viết rằng Joy đã đưa Slovetzia vào "một thế kỷ 21 phóng khoáng với công nghệ tân tiến", Stephen Hunter của The Baltimore Sun thì mô tả cô là một người có "tinh thần của chủ nghĩa tự do". Nhiều nhà phê bình đã so sánh Boris với chính trị gia Liên Xô Iosif Vissarionovich Stalin. Hunter tin rằng sự so sánh này là có chủ ý vì Boris sở hữu "áo quân phục, tóc xoăn ngắn, biểu cảm khó hiểu và bộ ria mép ngoan đạo", nhưng ông cũng nhìn nhận những đặc điểm này nhanh chóng bị loại bỏ sau đó để nhấn mạnh sự biến đổi của nhân vật khi trở thành một nhà lãnh đạo dân chủ hơn và "một gã hoang dại và điên rồ".
Một số nhà phê bình coi The Beautician and the Beast như là bản chuyển thể từ câu chuyện cổ tích Người đẹp và quái thú, trong khi những người khác tin rằng The Nanny mới là nguồn cảm hứng của phim. Tác phẩm cũng được ví với vở nhạc kịch sân khấu The King and I và The Sound of Music (1959) do tập trung vào sự khác biệt về giới tính và văn hóa. Barry Monush, một nhà nghiên cứu của Trung tâm Truyền thông Paley, đã nhấn mạnh cảnh Joy thiết kế quần áo từ bộ đồ giường Ralph Lauren là sự ám chỉ rõ ràng nhất đến The Sound of Music. Levy thì diễn giải The Beautician and the Beast như một "vở nhạc kịch không có bài hát". Bộ phim cũng được so sánh với hai tác phẩm Ninotchka (1939) và The Shop Around the Corner (1940) của Ernst Lubitsch, nhà báo chuyên mục âm nhạc David Hirsch thì nhận định phần nhạc nền của phim có nét tương đồng với nhạc phim từ những tác phẩm điện ảnh thập niên 1940. Mối quan hệ của Katrina với Alek được ví như mối tình lãng mạn của Juliet với Romeo trong vở kịch Romeo và Juliet, trong khi cảnh hoạt hình mở đầu phim được coi là bản nhại lại từ bộ phim Người đẹp ngủ trong rừng năm 1959.

## Âm nhạc
Phần nhạc nền phim của The Beautician and the Beast do nhà soạn nhạc Cliff Eidelman biên soạn và được thu âm tại phòng thu CTS Studios ở Wembley, Vương quốc Anh. 19 bài hát nhạc phim cũng có sự tham gia của Dàn hợp xướng Vùng Thủ đô London. Các bản nhạc kết hợp những yếu tố của nhạc cổ điển Nga và điệu valse. Eidelman đã biên soạn 17 ca khúc, hai ca khúc còn lại – "L'Internationale" và "The J Waltz" – lần lượt là các tác phẩm kinh điển của hai nhà soạn nhạc Pierre De Geyter và Jerry Graff. Một dàn hợp xướng đã tham gia vào "L'Internationale". John Beal là người soạn nhạc cho trailer của phim; mặc dù không được đưa vào album nhạc phim chính thức, bài nhạc này sau đó vẫn được phát hành trong một album tổng hợp nhạc trailer của Beal.
Hãng Milan Records đã phát hành album nhạc phim vào ngày 11 tháng 2 năm 1997 dưới dạng đĩa CD âm thanh; sau đó được phát hành trên nền tảng phát nhạc trực tuyến Spotify. Phần nhạc phim này nhận được nhiều ý kiến phê bình trái chiều. Hirsch dành lời tán dương cho nhạc phim khi ví nó như một "nét lãng mạn cổ điển đầy quyến rũ", trong khi đó Jason Ankeny của AllMusic dù khen ngợi Eidelman vì không dựa vào "sự ngọt ngào và mùi mẫn làm đảo lộn rất nhiều điểm hài" nhưng đồng thời vẫn chỉ trích phần giai điệu "nặng nề và thiếu điểm nhấn, không đáp ứng được tính chất sôi nổi mà thể loại phim yêu cầu".
| Danh sách bài hát | Danh sách bài hát             | Danh sách bài hát | Danh sách bài hát |
| STT               | Nhan đề                       | Biên soạn         | Thời lượng        |
| ----------------- | ----------------------------- | ----------------- | ----------------- |
| 1.                | "Prelude"                     | Cliff Eidelman    | 1:12              |
| 2.                | "Joy Falls on a Cloud"        | Cliff Eidelman    | 1:19              |
| 3.                | "The Castle"                  | Cliff Eidelman    | 1:38              |
| 4.                | "Party Preparations"          | Cliff Eidelman    | 1:41              |
| 5.                | "Walking on the Edge"         | Cliff Eidelman    | 1:29              |
| 6.                | "Falling for the President"   | Cliff Eidelman    | 2:35              |
| 7.                | "Pochenko Meets the Peasants" | Cliff Eidelman    | 2:07              |
| 8.                | "L'Internationale"            | Pierre De Geyter  | 1:45              |
| 9.                | "Kleist Blackmails Joy"       | Cliff Eidelman    | 2:02              |
| 10.               | "His Excellency"              | Cliff Eidelman    | 0:34              |
| 11.               | "Cinderella's Confession"     | Cliff Eidelman    | 1:51              |
| 12.               | "The Chicken"                 | Cliff Eidelman    | 1:10              |
| 13.               | "Ballroom Waltz"              | Cliff Eidelman    | 1:31              |
| 14.               | "The J Waltz"                 | Jerry Graff       | 2:44              |
| 15.               | "Boris' Proud Speech"         | Cliff Eidelman    | 1:10              |
| 16.               | "You Are a Beast"             | Cliff Eidelman    | 2:11              |
| 17.               | "Going Away"                  | Cliff Eidelman    | 2:20              |
| 18.               | "The Prince and the Princess" | Cliff Eidelman    | 1:35              |
| Tổng thời lượng:  | Tổng thời lượng:              | Tổng thời lượng:  | 30:54             |

## Phát hành và doanh thu phòng vé
Buổi công chiếu The Beautician and the Beast được tổ chức tại Hollywood vào ngày 4 tháng 2 năm 1997. Bộ phim nhận xếp hạng PG từ Hiệp hội Điện ảnh Hoa Kỳ (MPAA) sau buổi chiếu thử tại phòng chiếu của Paramount ở Los Angeles. Phim được phát hành rộng rãi vào ngày 7 tháng 2 cùng năm thông qua hãng Paramount Pictures dưới tên công ty sản xuất Koch Company và được chiếu tại 1.801 rạp. Emanuel Levy tin rằng bộ phim này nhắm tới đối tượng người xem là "những cặp đôi hẹn hò trong ngày lễ tình nhân".
The Beautician and the Beast mở màn ở vị trí thứ ba tại bảng xếp hạng doanh thu phòng vé Hoa Kỳ, thu về 4,1 triệu USD trong dịp cuối tuần đầu công chiếu. Bộ phim kiếm được 11.486.880 USD trong suốt thời gian chiếu rạp; vào năm 2015, Box Office Mojo đã ước tính bộ phim thu được 22.548.300 USD khi điều chỉnh theo tỷ lệ lạm phát của giá vé. Doanh thu của The Beautician and the Beast không bù được kinh phí sản xuất và trở thành một bom xịt phòng vé. Drescher cho rằng doanh thu phòng vé thấp là do bộ phim phát hành cùng lúc với phiên bản "Special Edition" của Star Wars: Niềm hi vọng mới.
Bản phát hành VHS của phim ra mắt ở vị trí thứ 38 trên bảng xếp hạng Billboard Top Video Sales vào ngày 21 tháng 3 năm 1998. Drescher đã bổ sung một bài bình luận âm thanh cho phiên bản DVD, được phát hành vào ngày 24 tháng 6 năm 2003. The Beautician and the Beast có thể mua và xem tại Amazon Prime Video; phim cũng được phát hành trên dịch vụ phim trực tuyến Netflix từ tháng 4 năm 2015 đến tháng 10 năm 2015 và HBO Max vào năm 2020. Trong một cuộc phỏng vấn năm 2020, Drescher cho biết bộ phim vẫn tiếp tục mang lại doanh thu cho Paramount Pictures và đã có một bộ phận người hâm mộ. Theo Drescher, chủ tịch Paramount Pictures, Sherry Lansing, đã mô tả tuổi thọ của bộ phim có thể thể hiện rõ ràng qua doanh thu bán hàng video và truyền hình cáp.

## Đón nhận
Phần lớn các phản hồi về The Beautician and the Beast đều là tiêu cực, với số điểm chỉ 18% trên hệ thống đánh giá Rotten Tomatoes dựa trên 22 bài phê bình. Roger Ebert đã cho bộ phim hai sao; và dù dành lời khen ngợi cho lối diễn xuất của Drescher nhưng nhà phê bình này nhận định khán giả sẽ khó có thể đồng cảm với nhân vật của cô vì "ta chẳng biết được liệu cô ấy có phải là một người vô định, mong manh hoặc dễ vỡ hay không". Cây viết Eric Snider của Film.com thì chỉ trích phần cốt truyện phim thiếu tính hài hước cùng những hạn chế trong việc phát triển nhân vật. Trong một bài đánh giá tiêu cực về kịch bản phim, Gene Siskel của nhật báo Chicago Tribune ước rằng bộ phim sẽ nhại lại The Sound of Music một cách thông thái hơn. Ngược lại, Maitland McDonagh của TV Guide và Arnold T. Blumberg của IGN lại không thấy The Beautician and the Beast có gì đáng chê trách và nội dung phim hoàn toàn đủ trơn tru để có thể thưởng thức. Trong một bài đánh giá cho The Philadelphia Inquirer, cây bút Carrie Rickey đã mô tả bộ phim là "Tastykake của những bộ phim ăn vặt" và "trơ trẽn xen lẫn hài hước".
Các nhà phê bình đã chỉ trích bộ phim vì quá giống với phim hài tình huống, ví dụ như Stephen Holden của The New York Times – người cho rằng Kwapis và Graff đã không nâng cao chất lượng cho bộ phim xứng tầm với một tác phẩm chiếu rạp. Trong một bài báo của Entertainment Weekly, nhà phê bình Lisa Schwarzbaum nhận xét The Beautician and the Beast và bộ phim Fools Rush In năm 1997 đã "bị cản trở ít nhiều bởi ý tưởng giả tạo trong phần cốt truyện lê thê". Các nhà bình luận cho rằng Joy chỉ là một bản sao của Fran Fine – nhân vật mà Drescher thủ vai trong The Nanny – và tin rằng tác phẩm này là một ví dụ tồi của thể loại hài lãng mạn. Duncan Shepherd của tờ The San Diego Reader thì nhận định The Beautician and the Beast là một phiên bản "đảo ngược và rẻ tiền" của Ninotchka. Viết cho Common Sense Media, nhà phê bình Grace Montgomery đã gọi tác phẩm là một "bộ phim hài lãng mạn" lỗi thời của thập niên 90 vì sự sáo rỗng và tính khuôn mẫu của nó. Trong một bài viết năm 2015, Erin Donnelly của Refinery29 đã liệt kê Joy và Boris vào một trong số những cặp đôi thiếu xúc tác hoá học nhất của dòng phim hài kịch lãng mạn. Tuy nhiên cùng năm đó, cây viết Lauren Le Vine cũng của trang web trên lại coi bộ phim là một tác phẩm kinh điển và bày tỏ sự "phấn khích khi xem màn cọ sát vụng về" giữa Drescher và Dalton.
Phần trình diễn của Drescher đã nhận được nhiều ý kiến trái chiều. Emanuel Levy ca ngợi Drescher là "một nghệ sĩ biểu diễn ấm áp, dí dỏm và dễ mến", mặc dù tin rằng cô quá lớn tuổi để vào vai cô gái ngây thơ. Levy còn ví giọng nói và lối ứng xử kiểu Do Thái của cô với Fanny Brice và Barbra Streisand. Khen ngợi bộ phim sở hữu "nét ngây thơ thời hậu chiến" của những phim điện ảnh thập niên 1950, John Petrakis từ Chicago Tribune bình luận rằng phong cách của Drescher, đặc biệt là "bộ tóc lớn, lối trang điểm đậm, trang phục lồng lộn và giọng nói kỳ quái" làm gợi nhớ ông đến Judy Holliday. Trong một bài đánh giá tiêu cực hơn, Jeff Vice không đánh giá cao hai diễn viên Drescher và Dalton bằng Deborah Kerr và Yul Brynner, và Eric Snider ví vai diễn của cô như "một Mary Poppins quỷ quái, hay cười khịt". Giọng nói của Drescher cũng là chủ đề thường xuyên bị chỉ trích; Maitland McDonagh nhận định rằng nữ diễn viên có một "giọng mũi có thể làm vỡ pha lê", nhưng vẫn tin rằng người hâm mộ của cô sẽ thích phần trình diễn này. Drescher sau đó đã lọt vào đề cử Giải Mâm xôi vàng cho diễn viên nữ chính tồi nhất tại lễ trao giải Mâm xôi vàng lần thứ 18.
Những nhà phê bình cũng có những đánh giá khác nhau dành cho diễn xuất của Dalton. Rita Kempley của nhật báo The Washington Post ca ngợi Dalton về phong cách "campy" của anh, trong khi Jeff Vice của Deseret News thì nhận xét rằng nam diễn viên có "cách biểu đạt nét mặt chọn lọc và một số biểu cảm tinh tế". Mặc dù nhận thấy Dalton "cũng dễ mến", Stephen Hunter lại nhận định The Beautician and the Beast không phải là tác phẩm sẽ giúp anh trở thành ngôi sao. Trong một bài đánh giá cho Los Angeles Times, cây viết John Anderson bày tỏ sự thích thú trước diễn xuất hài hước của Dalton, dù vậy vẫn nhận xét rằng "ai ai... cũng đều trở nên cứng nhắc khi đứng cạnh Drescher". Tuy nhiên, Maitland McDonagh thì cho rằng Dalton quá nghiêm túc và tin rằng anh đã phá đám những điều "vui vẻ và tích cực" của phim. Viết trên tờ Lincoln Journal Star, một nhà báo cho biết Dalton bị "cau có đến táo bón", và đây cũng là một "tâm trạng thích hợp khi ngồi xem The Beautician and the Beast".

### Sách và nguồn in
- Hirsch, David (2000). “The Beautician and the Beast”.  Trong Deutsch, Didier C. (biên tập). MusicHound Soundtracks: The Essential Album Guide to Film, Television and Stage Music (bằng tiếng Anh). Thành phố New York: Visible Ink. ISBN 1-57859-101-5.
- Drescher, Fran (1996). Enter Whining (bằng tiếng Anh). Thành phố New York: Regan Books. ISBN 0-06-039155-3.
- House, Laura (2012). “Romantic Comedies”.  Trong Elwood, Graham; Mancini, Chris (biên tập). The Comedy Film Nerds Guide to Movies (bằng tiếng Anh). Thành phố New York: Morgan James Publishing. ISBN 978-1-61448-221-5.
- Monush, Barry (2015). “That Ever-Present Sound of Music: Pop Culture References to the Musical”. The Sound of Music FAQ: All That's Left to Know About Maria, the von Trapps, and Our Favorite Things (bằng tiếng Anh). Milwaukee: Hal Leonard Corporation. Chương 15. ISBN 978-1-4803-6043-3.
- Rogers, Stephen D. (2011). The Dictionary of Made-Up Languages: From Elvish to Klingon, The Anwa, Reella, Ealray, Yeht (Real) Origins of Invented Lexicons (bằng tiếng Anh). Avon: Simon and Schuster. ISBN 978-1-4405-2817-0.
- White, Robert; White, Phyllis (2011). Hollywood and the Best of Los Angeles (bằng tiếng Anh). Garsington: Hunter Publishing, Inc. ISBN 978-1-58843-286-5.